# Gopagondanahalli, Chiknayakanhalli
Gopagondanahalli là một làng thuộc tehsil Chiknayakanhalli, huyện Tumkur, bang Karnataka, Ấn Độ.